# Assemblée préfectorale de Hyogo
5-10-1 Shimoyamatedōri, arrondissement de Chūō, Kōbe, préfecture de Hyōgo, Japon
Le Parlement de la préfecture de Hyōgo (兵庫県議会, Hyōgo-ken gikai) est l'organe législatif de la Préfecture de Hyōgo. Comme dans toutes les préfectures, il est élu pour quatre ans, par vote unique non transférable dans des districts électoraux avec un ou plusieurs sièges. Il est responsable pour rédiger et mettre en œuvre les décisions de la préfecture, pour l'approbation du budget et pour les nominations administratives importantes au sein du gouvernement de la préfecture, y compris les vice-gouverneurs de la préfecture. L'assemblée a 86 membres, élus pour des mandats de 4 ans.

## Histoire
L’Assemblée préfectorale de Hyōgo trouve ses origines dans le cadre du règlement sur les assemblées préfectorales promulguée en 1878, qui instaure un système d’assemblées locales à travers le Japon. La première session ordinaire de l’Assemblée de Hyōgo se tient en mai 1879 dans un temple provisoire, le Shinshū Hongan-ji (真宗本願寺), aujourd’hui appelé Kōson-ji (光尊寺), utilisé faute de salle dédiée.
En avril 1882, un premier bâtiment officiel destiné à l’assemblée est achevé, marquant le début d’une institutionnalisation plus durable de la vie politique préfectorale. Ce bâtiment est remplacé en novembre 1922 par un second édifice, témoignant de la croissance continue des fonctions et des besoins de l’assemblée.
Après la Seconde Guerre mondiale, la mise en place d’un nouveau cadre juridique aboutit, en avril 1947, à la première élection démocratique des membres de l’Assemblée préfectorale, désormais élus au suffrage direct. La première session de cette nouvelle assemblée se tient le mois suivant, en mai. Deux ans plus tard, en 1949, une femme est élue pour la première fois au sein de l’assemblée, symbole des évolutions sociales de l’après-guerre.
Au fil des décennies, l’Assemblée poursuit son développement. En février 1964, elle tient sa 100e session. En janvier 1971, un nouveau bâtiment — toujours en usage aujourd’hui — est inauguré au sein du deuxième complexe administratif du gouvernement préfectoral. En mai 1978, une cérémonie commémorative célèbre les cent ans de la première réunion de l’assemblée.
La modernisation des infrastructures continue avec l’achèvement, en mars 1990, du troisième bâtiment préfectoral. Cinq ans plus tard, en janvier 1995, l’Assemblée est directement touchée par le grand séisme de Hanshin-Awaji. Une session extraordinaire est rapidement convoquée, et les élections prévues sont reportées de deux mois, puis organisées en juin. Une commission spéciale est mise en place dès juillet pour coordonner les efforts de reconstruction. En novembre 1997, une cérémonie marque la tenue de la 250e session de l'assemblée.
À partir de 2008, le calendrier des sessions est formalisé avec quatre sessions ordinaires par an : en février, juin, septembre et décembre. Le nombre de sièges connaît plusieurs révisions : ramené à 89 en 2010, puis à 87 en 2014, et enfin à 86 en 2018.
En 2017, une mesure exceptionnelle est adoptée afin d’ajuster le mandat des membres élus en 2019 à une durée de trois ans et dix mois, dans le but de réaligner les échéances électorales. Trois ans plus tard, en 2020, la pandémie de COVID-19 conduit à la convocation de sessions extraordinaires. L’Assemblée met alors en place une commission dédiée à la coordination des mesures sanitaires liées au virus.
En 2023, une révision du calendrier électoral permet de résoudre le décalage entre les dates d’élection et les débuts effectifs de mandat. Cette même année, les résultats d’un diagnostic sismique conduisent à la fermeture temporaire de la salle des séances. Les réunions sont déplacées dans un premier temps vers le troisième bâtiment préfectoral, puis vers la résidence officielle du gouverneur (兵庫県公館) à partir de septembre.